# Giovinazzo
Giovinazzo is een gemeente in de Italiaanse provincie Bari (regio Apulië) en telt 20.934 inwoners (31-12-2004). De oppervlakte bedraagt 43,7 km², de bevolkingsdichtheid is 479 inwoners per km².

## Demografie
Giovinazzo telt ongeveer 7456 huishoudens. Het aantal inwoners daalde in de periode 1991-2001 met 3,0% volgens cijfers uit de tienjaarlijkse volkstellingen van ISTAT.
| Jaar | Inwoneraantal |
| ---- | ------------- |
| 1991 | 20.933        |
| 2001 | 20.300        |

## Geografie
Giovinazzo grenst aan de volgende gemeenten: Bari, Bitonto, Molfetta, Terlizzi.